# Анкон
Анко́н (фр. Ancône) — муніципалітет у Франції, у регіоні Овернь-Рона-Альпи, департамент Дром. Населення — 1359 осіб (01.01.2021).
Муніципалітет розташований на відстані близько 510 км на південь від Парижа, 135 км на південь від Ліона, 45 км на південь від Валанса.

## Історія
До 2015 року муніципалітет перебував у складі регіону Рона-Альпи. Від 1 січня 2016 року належить до нового об'єднаного регіону Овернь-Рона-Альпи.

## Демографія
Динаміка населення (INSEE ):

## Економіка
2010 року серед 727 осіб працездатного віку (15—64 років) 519 були активними, 208 — неактивними (показник активності 71,4%, у 1999 році було 70,3%). З 519 активних мешканців працювало 480 осіб (243 чоловіки та 237 жінок), безробітними було 39 (18 чоловіків та 21 жінка). Серед 208 неактивних 54 особи були учнями чи студентами, 79 — пенсіонерами, 75 були неактивними з інших причин.

У 2010 році в муніципалітеті числилось 499 оподаткованих домогосподарств, у яких проживали 1257,5 особи, медіана доходів виносила 17 904 євро на одного особоспоживача